# فرانك بي. ليفينغستون
فرانك بي. ليفينغستون (بالإنجليزية: Frank B. Livingstone)‏ هو عالم إنسان أمريكي، ولد في 8 ديسمبر 1928 في وينتشتر ‏ في الولايات المتحدة، وتوفي في 21 مارس 2005 في سبرينغفيلد في الولايات المتحدة بسبب مرض باركنسون.